# Before e After

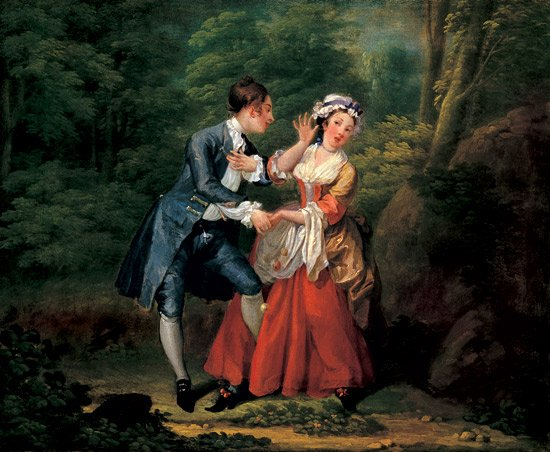
Before (prima versione)

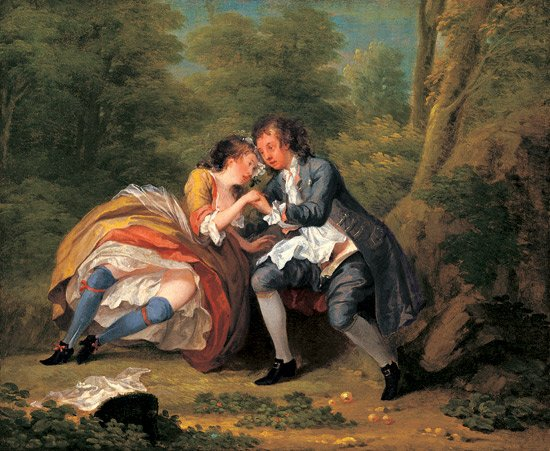
After (prima versione)

Before (Prima) e After (Dopo) sono un paio di dipinti comico-erotici del pittore inglese William Hogarth, che realizzò due coppie di versioni dipinte nel 1730-1731. La prima versione mostra una scena all'aperto in una radura piena di alberi, una controparte più esplicita e reale delle feste galanti della Francia di allora, mentre nella seconda ambienta la scena al chiuso. Hogarth fece delle illustrazioni basate sulla seconda versione nel 1736. In ogni paio, basandosi sulla posizione e l'aspetto dei personaggi, il primo dipinto raffigura la coppia prima di un coito e il secondo dopo l'atto sessuale.

## Prima versione pittorica
L'insieme della prima versione, dipinta tra il 1730 e il 1731, si conserva attualmente alla Tate Gallery, prestata dal museo Fitzwilliam di Cambridge dal banchiere mercantile Arnold John Hugh Smith nel 1964. Ognuna delle due versioni a olio su tela misura 37,2 centimetri × 45,1.
In Before, un giovane vestito di blu sta facendo una proposta ardente, mentre la sua amante timida vestita di rosso prova a rifiutarla e si allontana. Una serie di dettagli lasciano intendere quello che succederà in seguito: delle mele sul grembiule di lei cadono sul suo grembo, facendo intuire il peccato e la caduta nella tentazione, mentre il ginocchio del giovane, nei cui pantaloni si evidenzia un'erezione, si infila tra le gambe separate di lei. Nel After che lo accompagna, i due sono seduti a fianco della strada, con la ragazza che cerca il conforto nel suo seduttore: i loro volti sono arrossati e i capelli e i vestiti disordinati, lui ha i pantaloni sbottonati e lei ha la gonna alzata.

## Seconda versione pittorica
L'insieme della seconda versione, anche questa dipinta tra il 1730 e il 1731, si conserva attualmente nel museo J. Paul Getty, a Los Angeles, che fu acquisita nel 1978 dal patrimonio di Jean Paul Getty. La coppia ha un formato più verticale: Before misura 40 centimetri × 33,7 e After 39,4 centimetri × 33,7.
La scena è ambientata nella camera da letto di una signora. In Before, un giovane seduto su un letto dalle tende verdi tira vigorosamente per la gonna la giovane per farla avvicinare, benché questa resista, cercando di allontanarlo con una mano e aggrappandosi con l'altra alla sua specchiera, che cade mentre il suo cane abbaia di fronte a questo schiamazzo. Nel cassetto aperto si notano due libri, La pratica della pietà (The Practice of Piety) e più nascosti un manuale di corteggiamento e una lettera amorosa. In After, la coppia appare arrossata: l'uomo in piedi si alza i pantaloni pensoso, mentre la donna seduta, con la gonna e la cuffia disordinati, si riaggiusta la scollatura e si aggrappa a lui come a supplicarlo. Il cagnolino dorme sul pavimento accanto alla specchiera ribaltata. I libri caduti e lo specchio rotto probabilmente rappresentano la virtù e la verginità perdute.
Si crede che i dipinti siano stati commissionati da John Montagu, secondo duca di Montagu. Il protagonista maschile si identificava tradizionalmente con John Willes, in seguito il presidente di un tribunale. Le tele vennero fatte intorno al periodo nel quale Hogarth stava lavorando ai suoi quadri della serie La carriera di una prostituta.

## Incisioni
Hogarth realizzò delle incisioni di Before e After nel 1736, quando stava lavorando al suo dipinto Quattro momenti del giorno e a incisioni come Il poeta angosciato.
Le incisioni si basano sulla seconda versione delle opere, con alcune alterazioni e abbellimenti. Le scene sono sempre ambientate in una camera da letto, c'è un uomo con la parrucca seduto su un letto con il baldacchino broccato che avvicina a sé la giovane, c'è cagnolino che salta e la specchiera che cade. Sullo sfondo, un quadro alla parete mostra un cupido che accende lo stoppino di un piccolo razzo, mentre lo specchio della specchiera nasconde un secondo quadro. La resistenza della donna potrebbe essere una finta piuttosto che un intento genuino di scappare, dato che ha già tolto il corsetto, che giace sopra una sedia lì davanti.
Nell'After che lo accompagna, i vestiti delle figure sono disordinati. La donna seduta sul letto (la cui tenda si è rotta) si aggrappa all'uomo in piedi e giocherella con i bottoni della sua camicia, mentre lui si alza le braghe. Il cagnolino dorme tra il mobile ribaltato e lo specchio rotto, a simboleggiare la passione soddisfatta. Per terra c'è un libro di Aristotele intitolato Omne animal post coitum triste ("Ogni animale è triste dopo il coito", un detto attribuito a Galeno). Sullo sfondo, il dipinto nascosto ora si vede, rivelando un cupido i cui fuochi d'artificio consumati cadono a terra: il quadro si riferisce all'eiaculazione.

## Galleria d'immagini

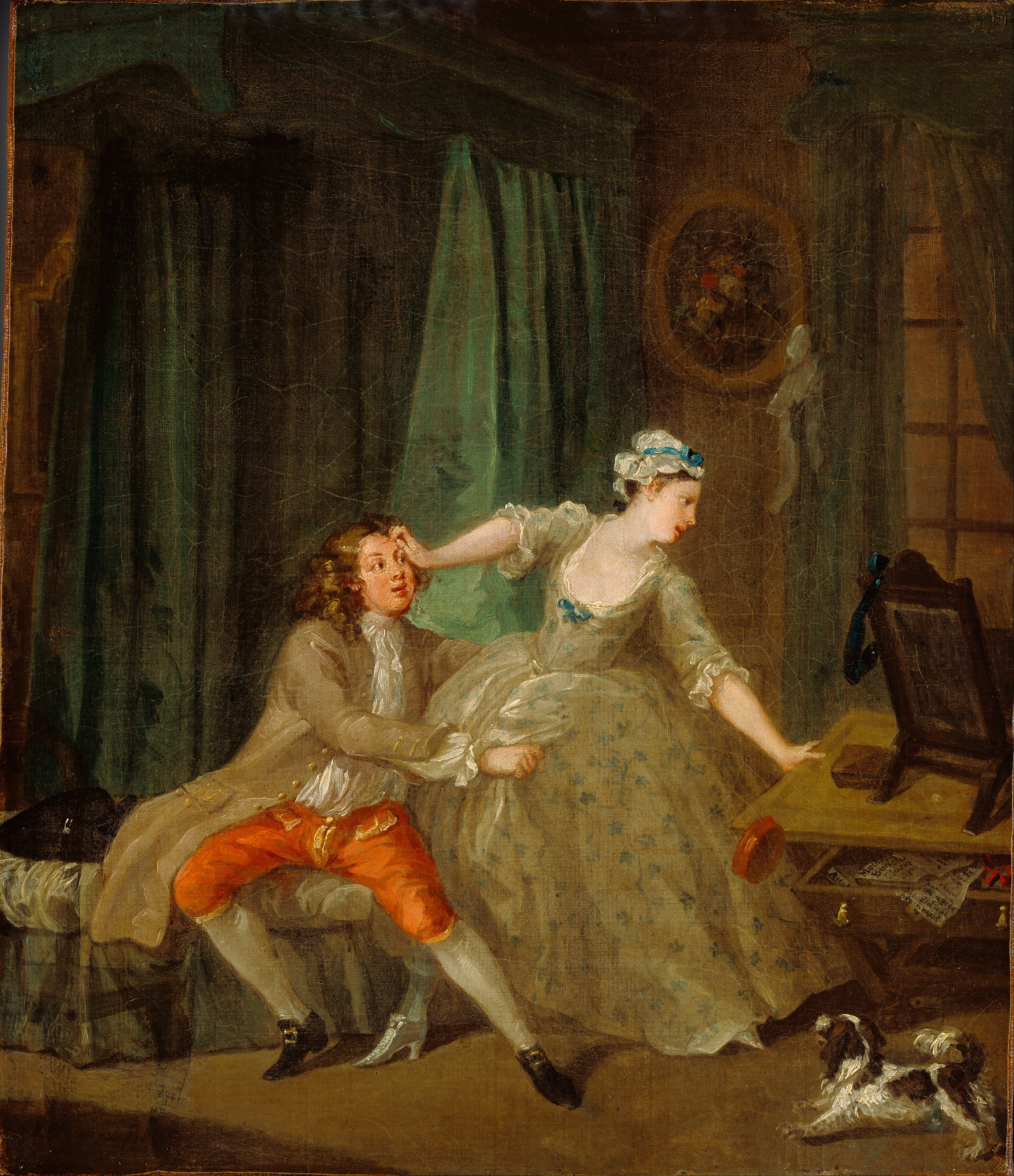
Before (seconda versione)
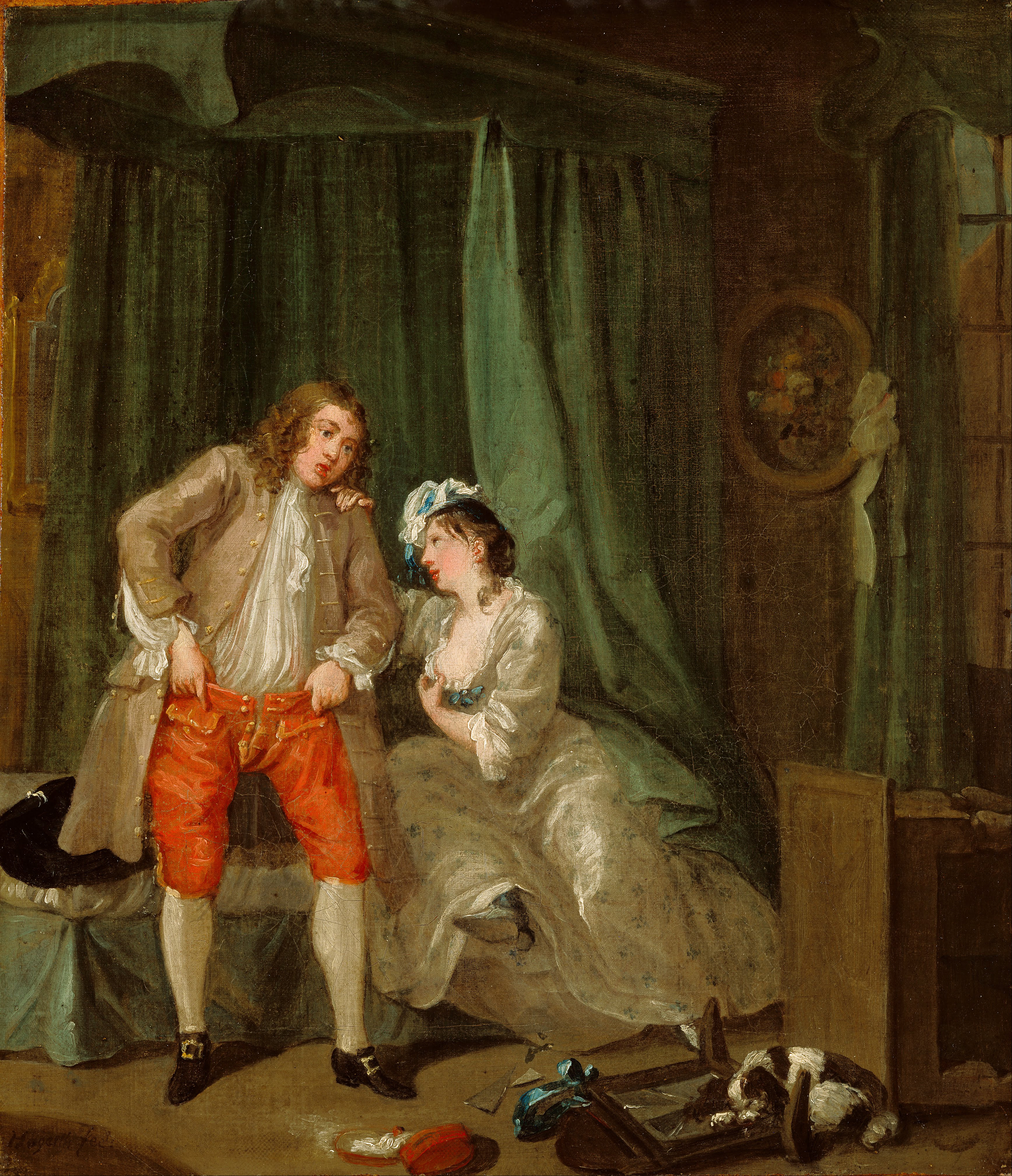
After (seconda versione)
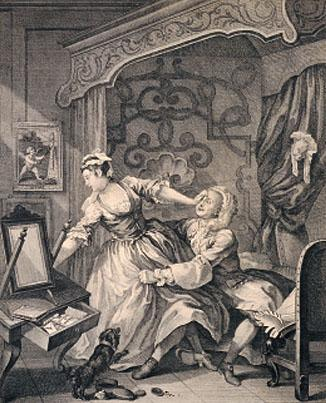
Before (illustrazione)
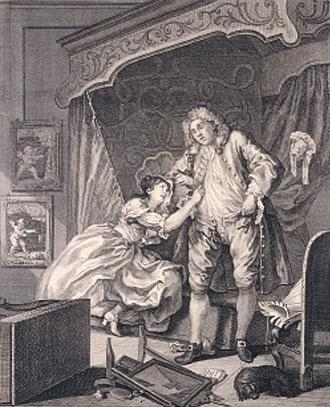
After (illustrazione)